# Spy Sweeper
Spy Sweeper é um software para remoção de spywares para Windows desenvolvido pela empresa Webroot Software. Ele busca por spyware, examinando arquivos no disco rígido, objetos na memória, registro do Windows e cookies, movendo os detectados para quarentena. Spy Sweeper possui um extensivo banco de dados e busca por mais de 150.000 componentes spywares. Incluiu ainda monitoração em tempo real.
Spy Sweeper não é gratuito, mas uma variante grátis é oferecida ("Spy Scan"). Esta oferece uma proteção em tempo real e busca por spywares, mas apenas a versão completa é capaz de removê-los.
Spy Sweeper recebeu o prêmio Best Buy da revista PC World,.
Em Outubro de 2006, a Webroot lançou o Spy Sweeper com antivirus (versão 5.2) que incluiu proteção antivírus e ferramentas de remoção. O software antivírus é desenvolvido em parceria com a empresa Sophos.